# Rock Bottom (песня Вайнонны Джадд)
«Rock Bottom» — песня, написанная Дж. Р. Коббом и Бадди Буем и записанная певицей Вайнонной Джадд. Она была выпущена в феврале 1994 года как четвёртый сингл с альбома Tell Me Why. Песня достигла второго места в чарте Billboard Hot Country Singles & Tracks.

## Чарты
| Чарт (1994)                       | Высшая позиция |
| --------------------------------- | -------------- |
| Канада (RPM Country Tracks)       | 5              |
| США (Billboard Hot Country Songs) | 2              |

### Годовые чарты
| Чарт (1994)                  | Позиция |
| ---------------------------- | ------- |
| US Country Songs (Billboard) | 39      |